# Termez
Termez este un oraș situat în partea de sud a Uzbekistanului, la granița cu Afganistanul, pe Amudaria. Este reședința regiunii Surhandaria.